# Miljan Vukadinović
Miljan Vukadinović (Belgrado, 27 de diciembre de 1992) es un futbolista serbio que juega en la demarcación de extremo para el FC Tobol de la Liga Premier de Kazajistán.

## Selección nacional
Hizo su debut con la selección de fútbol de Serbia en un partido amistoso contra República Dominicana que finalizó con un resultado de empate a cero.

## Clubes
| Club                     | País            | Año       | Partidos | Goles |
| ------------------------ | --------------- | --------- | -------- | ----- |
| FK Hajduk Beograd        | Serbia          | 2009-2011 | 52       | 4     |
| FC Silon Táborsko        | República Checa | 2011-2014 | 32       | 5     |
| FK Mladá Boleslav        | República Checa | 2014-2015 | 21       | 1     |
| SK Slavia Praga (cedido) | República Checa | 2015-2016 | 16       | 2     |
| FK Mladá Boleslav        | República Checa | 2016-2017 | 23       | 1     |
| FK Zemun                 | Serbia          | 2018      | 34       | 7     |
| FK Napredak Kruševac     | Serbia          | 2019-2020 | 17       | 4     |
| FK Vojvodina             | Serbia          | 2020-2022 | 79       | 22    |
| FC Tobol                 | Kazajistán      | 2022-     | 14       | 1     |